# Феранте I Гонзага
Вижте пояснителната страница за други личности с името Феранте Гонзага.
Феранте I Гонзага, наречен също Ферандо Гонзага, граф на Гуастала и княз на Молфета (на италиански: Ferrante I Gonzaga, Ferrando Gonzaga, conte di Guastalla e principe di Molfetta; * 28 януари 1507, Мантуа; † 15 ноември 1557, Брюксел) от род Гонзага, е италиански кондотиер, граф на Гуастала (1539 – 1557), вицекрал на Сицилия (1536 – 1546), губернатор на Милано (1546 – 1555). Той е родоначалник на кадетския клон Гонзага ди Гуастала.

## Произход
Той е третият син на Франческо II Гонзага (1466 – 1519), маркграф на Мантуа, и на съпругата му Изабела д’Есте (1474 – 1539). По бащина линия е внук на Федерико I Гонзага, маркграф на Мантуа, и Маргарета Баварска, а по майчина –  Ерколе I д’Есте, херцог на Ферара, и Елеонора Арагонска. Има двама братя и четири сестри.
- Елеонора (* 1493; † 1550), херцогиня на Урбино като съпруга на Франческо Мария I дела Ровере;
- Маргарита (* 1496; † 1496);
- Федерико II (* 1500; † 1540), 5-и маркграф на Мантуа, херцог на Мантуа, както и маркграф на Монферат като съпруг на Маргарита Палеологина;
- Иполита (* 1503; † 1570, Мантуа), монахиня;
- Ерколе (* 1505; † 1563), кардинал, регент на Мантуанското херцогство;
- Ливия (* 1508; † 1569), монахиня с името „Паола“

## Биография
За Феранте се гласи военна кариера и той е изпратен от баща си в Мадрид през 1523 г., в двора на Карл V, където на следващата година пристига и Балдасаре Кастильоне от Мантуа, назначен за апостолически нунций на императора. Според описанието, дадено от неговите съвременници, Гонзага е „ с добър ръст и по-скоро висок, отколкото нисък, едър, здрав и с много силна природа. Имаше гъста брада и къдрава коса... и също така поради непрекъснатото използване на шлема [бе] оплешивял. Тялото му беше енергично и много силно, здраво и много поносимо към умора.“
Много ценен от императора, през 1526 г. Феранте е един от имперските капитани, участващи във войната срещу Кралство Франция. През 1527 г., на 20 г., е сред командирите, участващи в разграбването на Рим. По този повод защитава майка си Изабела, която е в Рим, за да преговаря за номинацията на сина си Ерколе за кардинал.
На следващата година Феранте участва в обсадата на Неапол (1528), обсаден от маршал Оде дьо Фоа, граф на Лотрек, и във войната срещу профренските пулийски благородници, като получава Херцогство Ариано за услугите си. Междувременно се стреми към зестрата на Изабела ди Капуа, дъщеря на починалия Феранте ди Капуа, която би му донесла Молфета, Джовинацо и Графство Беневенто. След като получава съгласието на папата, императора и майка й Антоника дел Балцо, Феранте се жени за Изабела в Неапол през 1529 г., като по този начин става един от големите феодали на Неаполитанското кралство.
През 1530 г. командва обсадата на Флоренция: падането на Флорентинската република и завръщането на Медичите във Флоренция му спечелват благодарността им и тази на папа Климент VII, който го назначава за губернатор на Беневенто.
Докато брат му Федерико е назначен за главнокомандващ на императорската армия в Италия от Карл V и получава титлата „херцог“, Феранте е удостоен с Ордена на Златното руно през 1531 г. През 1532 г. той е в Австрия, противопоставяйки се на турските заплахи за Виена.
С диплома от 30 юни 1532 г. Карл V го прави херцог на Ариано, а след това и вицекрал на Сицилия – длъжност, която Феранте заема от 1535 до 1546 г. (фортът „Гонзага“, който доминира над град Месина, носи неговото име), и след това губернатор на Милано от 1546 до 1554 г. като наследник на Алфонсо III д'Авалос. По време на управлението на Милано Феранте е инициатор на обширни строителни реорганизации на града и по-специално той нарежда издигането на бастионите, които заобикалят Милано до края на XIX век. Той заповядва да се разруши древният и богат комплекс на Сант'Анджело покрай канала Мартезана и да се построи нов близо до Порта Нуова, днес църквата „Сант'Анджело“; той също разрушава малката църква „Санта Текла“, построена до катедралата между 1481 и 1489 г. на мястото на старата базилика „Санта Текла“.
Остава повече или по-малко косвено замесен в заговора, причинил смъртта на Пиер Луиджи Фарнезе Млади в Пиаченца от ръцете на Джовани Ангуисола. Така той допринася за разпалването на разногласията, възникнали между династиите Гонзага и Фарнезе, и които характеризират следващите десетилетия.
Феранте I е родоначалник на кадетския клон на Гонзага – Гонзага ди Гуастала. Той купува от графиня Лудовика Торели град Гуастала за 22 230 златни скуди през 1539. В сравнение с други владения, придобити чрез заслуги или брак на юг, Графство Гуастала се радва на широка юрисдикционна автономия в рамките на Свещената Римска империя; следователно благодарение на тази придобивка Феранте също става глава на малка, практически независима държава близо до Мантуа, давайки началото на автономна династия от владетели.
Умира през 1557 г. на 50 г. в Брюксел след „странна, различна болест“, която го поразява след битката при Сен Кентан (10 август). След като новината за смъртта му достига до Мантуа, в катедралата е организирано много богато погребение, в което участват всички рицари и знатни лица от град. Тленните му останки, които първо са погребани на мястото на смъртта, след това са пренесени до Мантуа и са поставени в оловен и дървен ковчег, поставен високо вляво от главния олтар в катедралата на града. Днес те се намират в сакристията на параклиса на Светото причастие на тази църква. През 2007 г. с цел проучване е извършена ексхумация на останките му.

## Брак и потомство
∞ 1529 за Изабела ди Капуа (* 1510, † 17 септември 1559, Неапол, Неаполитанско кралство), дъщеря на Феранте ди Капуа, граф на Алесано, маркиз на Спекия, 2-ри херцог на Термоли и княз на Молфета, и на съпругата му Антоника дел Балцо, от която има седем сина и четири дъщери:
- Анна Гонзага (* 1531, † млада)
- Чезаре I Гонзага (* 6 септември 1533, Сицилия (вероятно); † 17 февруари 1575, Гуастала), 2-ри граф на Гуастала (1557 – 1575), херцог на Амалфи, ∞ 12 март 1560 за Камила Боромео, от която има 1 син и 1 дъщеря; има и една извънбрачна дъщеря
- Иполита Гонзага (* 17 юни 1535, Палермо; † 9 март 1563, Неапол), ∞ 1. 1545 за Фабрицио Колона (* 1525, † 1551), наследствен херцог на Паляно, от когото няма деца; 2. 1554 за Антонио Карафа дела Стадера (* ок. 1542, † 1578), княз на Стиляно, херцог на Мондрагоне, от когото има 1 дъщеря
- Франческо Гонзага (* 6 декември 1538, Палермо; † 6 януари 1566, Рим), от 1561 кардинал, епископ на Мантуа (1565 – 1566)
- Андреа Гонзага (* 9 септември 1539, Палермо; † 1586, Мантуа), от 1560 1-ви маркиз на Спекия и Алесано; ∞ за Мария Лопес де Падия и де Мендоса, дъщеря на дон Антонио Лопес де Падия, господар на Новес и на Ла Мехорада, и на съпругата му доня Хуана де Мендоса от графовете на Ла Коруня.
- Джан Винченцо Гонзага (* 8 декември 1540, Палермо; † 23 декември 1591, Рим), от 1578 кардинал
- Ерколе Гонзага (* ок. 1545, † ок. 1549)
- Отавио Гонзага (* 10 май 1543, Палермо; † април 1583, Милано), господар на Черчемаджоре (от 1559), генерал; ∞ 1. 1565 за Изабела да Кореджо, дъщеря на Манфредо да Кореджо и на съпругата му Лукреция д'Есте, от която няма деца 2. 1575 за Чечилия де Медичи (* 1552/53, † 1616), дъщеря на Агосто де Медичи, маркиз на Меленяно, от която има 2 сина. Има и един извънбрачен син.
- Филипо Гонзага († като бебе)
- Джеронима Гонзага († като бебе)
- Мария Гонзага († като бебе).